# 過海隧道巴士301線
過海隧道巴士301線是香港一條已停辦的過海隧道巴士路線，由海底隧道單向開往上環（永吉街），只於星期一至五上午繁忙時間提供服務，曾經由九巴及新巴聯合營運。

## 簡介及歷史
- 1991年6月19日：投入服務，是第2條300系列過海隧隧道路線（第1條為已取消的300線），只於平日早上繁忙時間提供服務，開辦時便提供全空調巴士服務，當時總站位於德輔道中102號詹氏大廈對出。
- 1992年5月18日：總站延長至上環（金龍中心）
- 1998年9月1日：中巴專營權結束，改為九巴及新巴合營。
- 2016年4月17日：九巴班次增設到站時間預報。
- 2017年8月19日：受五天工作週普及而導致星期六客量大幅下跌，星期六班次由3-5分鐘一班調整至13-15分鐘一班。
- 2018年7月27日：新巴班次增設實時抵站時間查詢服務。
- 2019年8月31日：取消星期六所有班次[1]。
- 2022年5月16日：因應港鐵東鐵綫過海段通車而取消服務[2][3]。

## 服務時間及班次
| 紅磡海底隧道開 | 紅磡海底隧道開 | 紅磡海底隧道開 |
| 日期           | 服務時間       | 班次（分鐘）   |
| -------------- | -------------- | -------------- |
| 星期一至五     | 08:00-08:15    | 3/4            |
| 星期一至五     | 08:19-08:33    | 4/5            |
| 星期一至五     | 08:37-08:54    | 3/4            |
| 星期一至五     | 08:58-09:13    | 5              |

星期六、日及公眾假期不設服務
- 有紅字班次為九巴派車，其餘班次為新巴派車。

## 收費
全程：$9.8
- 過紅磡海底隧道後往上環：$6.9

| - 本線設有12歲以下小童及65歲或以上長者半價優惠。 - 65歲或以上香港居民使用「樂悠咭」，以及12歲以下合資格殘疾兒童使用「殘疾人士身份」個人八達通繳付車資，均可享有每程$2.0或半價（以較低者為準）的票價優惠；12至64歲合資格殘疾人士使用「殘疾人士身份」個人八達通（包括「樂悠咭」），以及60至64歲香港居民使用「樂悠咭」繳付車資，均可享有每程$2.0或全費（以較低者為準）的票價優惠。 - 65歲或以上長者如使用長者或一般個人八達通繳付車資，則只可享有半價優惠；12至64歲合資格殘疾人士如不使用「殘疾人士身份」個人八達通，以及60至64歲人士如不使用「樂悠咭」繳付車資，必須繳付全費。 - 乘客可以現金或八達通於上車時付款，不設找續。 - 每位成人乘客可免費攜帶最多兩名4歲以下而不佔座位的兒童乘客乘車，超額之4歲以下小童必須繳付小童車費乘車。 - 持有「九巴月票」之乘客在車票有效期內，每日可享最多10程任何九龍巴士及龍運巴士路線（包括本路線，合資格車程只適用於九龍巴士／龍運巴士提供的班次；惟乘搭機場「A」及「NA」線則可享原價二七折優惠（不會計算每天10次合資格車程））；而B1線則可每日可享最多2程（不會計算每天10次合資格車程）。 - 九龍巴士、城巴、龍運巴士及陽光巴士全職員工及家屬（不包括外判職員）可免費乘搭本路線（陽光巴士員工及家屬只適用於九龍巴士提供的班次），惟必須拍職員或職員家屬八達通。 - 乘客亦可使用AlipayHK「易乘碼」、支付寶、WeChatHK／微信支付「搭車碼」、銀聯雲閃付「乘車碼」及BOC Pay「乘車碼」、具有感應式支付功能的JCB、卡美國運通、大來國際、Discover Card（只適用於九龍巴士／龍運巴士提供的班次）、VISA、Mastercard及銀聯卡，以及Apple Pay、Google Pay及Samsung Pay流動支付平台繳付車資。九巴班次的乘客使用上述付款方式，將只可享有與其他九巴路線／聯營路線九巴班次之轉乘優惠；城巴班次的乘客使用上述付款方式，將只可享有與其他城巴獨營路線或聯營線城巴班次之轉乘優惠。乘客亦不能享有「公共交通費用補貼計劃」及「長者及合資格殘疾人士公共交通票價優惠計劃」。 - 此路線之車資優惠有效期如下： - 12歲以下小童：整個服務期 - 65歲或以上長者：九巴班次：1993年4月5日至路線取消；所有班次：1996年3月3日至路線取消 - 兩元乘車優惠：2012年8月5日至路線取消（樂悠咭持有人：2022年2月27日至路線取消） |

## 行車路線
經：康莊道、紅磡海底隧道、告士打道、夏慤道、紅棉路、天橋、金鐘道及德輔道中。

### 沿線車站

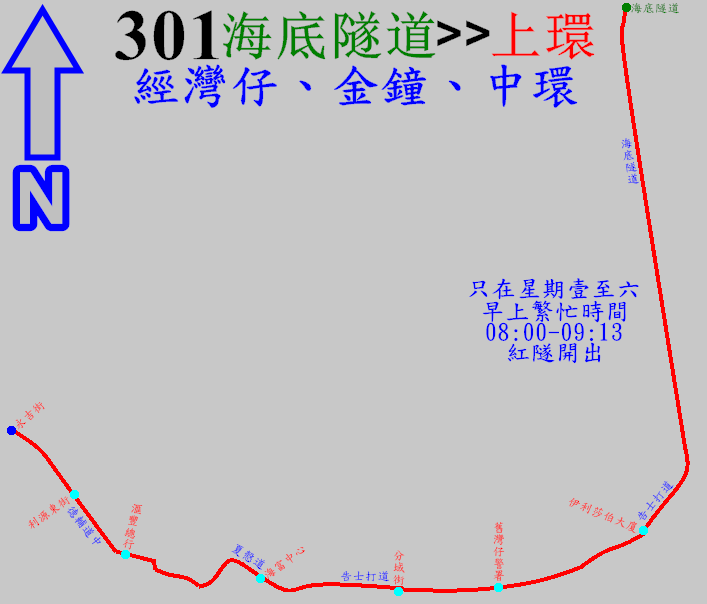
此線的走線圖

| 1                        | 海底隧道收費廣場 | 康莊道   |
| 紅磡海底隧道；灣仔交匯處 |                  |          |
| 2                        | 伊利莎伯大廈     | 告士打道 |
| 3                        | 舊灣仔警署       | 告士打道 |
| 4                        | 分域街           | 告士打道 |
| 5                        | 海富中心         | 夏慤道   |
| 6                        | 匯豐總行大廈     | 德輔道中 |
| 7                        | 利源東街         | 德輔道中 |
| 8                        | 永吉街           | 德輔道中 |

## 小資料
本線的主要用途是疏導在早上繁忙時間由九廣東鐵（今港鐵東鐵綫）轉乘過海隧道巴士往灣仔、金鐘、中環及上環上班的乘客，不少新界東部的居民都會乘搭東鐵綫到紅磡站，再轉乘過海隧道巴士到香港島上班，以免卻港鐵荃灣綫多重轉線的不便，因此本線的客量一直屬高水平。由於客量龐大，九巴及新巴皆從不同地方抽調巴士行駛本線，九巴1A、27、81、234X、307、905、935等線，及新巴91、93等線都要派車支援本線。此外，本線的全程收費是$9.8，是香港全程收費最便宜的過海隧道巴士路線。
隨著港鐵東鐵綫於2022年5月15日延長至金鐘，屆時新界東部的居民乘搭東鐵綫便可直達港島，本線預計客量會急劇下跌，新巴因此在2022年5月13日起取消本線。

## 外部連結
- 過海隧道巴士301線路線圖 （页面存档备份，存于）
- 過海隧道巴士301線－681巴士總站 （页面存档备份，存于）